# Káto Achaḯa
Káto Achaḯa, en grec moderne : Κάτω Αχαΐα, est un village du dème d'Achaïe-Occidentale, district régional d'Achaïe, en Grèce-Occidentale.
Selon le recensement de 2011, la population du village compte 6 618 habitants.
En 2021 sa population était de 8171 habitants[réf. souhaitée].